# Beta Camelopardalis
Beta Camelopardalis (10 Camelopardalis) é uma estrela na direção da Camelopardalis. Possui uma ascensão reta de 05h 03m 25.10s e uma declinação de +60° 26′ 32.2″. Sua magnitude aparente é igual a 4.03. Considerando sua distância de 997 anos-luz em relação à Terra, sua magnitude absoluta é igual a −3.40. Pertence à classe espectral G0Ib.